# Gibs auf
Gibs auf ist ein Ende 1922 entstandener und 1936 veröffentlichter, parabelartiger kleiner Prosatext von Franz Kafka. Der Titel stammt von Max Brod. In den Manuskripten Kafkas steht als Überschrift „Ein Kommentar“.

## Originaltext
„Es war sehr früh am Morgen, die Straßen rein und leer, ich ging zum Bahnhof. Als ich eine Turmuhr mit meiner Uhr verglich, sah ich daß schon viel später war als ich geglaubt hatte, ich mußte mich sehr beeilen, der Schrecken über diese Entdeckung ließ mich im Weg unsicher werden, ich kannte mich in dieser Stadt noch nicht sehr gut aus, glücklicherweise war ein Schutzmann in der Nähe, ich lief zu ihm und fragte ihn atemlos nach dem Weg. Er lächelte und sagte: ‚Von mir willst Du den Weg erfahren?‘ ‚Ja‘ sagte ich ‚da ich ihn selbst nicht finden kann‘ ‚Gibs auf, gibs auf‘ sagte er und wandte sich mit einem großen Schwunge ab, so wie Leute, die mit ihrem Lachen allein sein wollen.“

## Inhaltsanalyse
Beginnend mit dem Hinweis auf die morgendlich reinen Straßen geht der Text über in die zeitliche und räumliche Verunsicherung des Protagonisten, dessen Geschlecht offen bleibt. Als er den Schutzmann nach dem Weg fragt, entsteht eine befremdliche Wendung. Der Schutzmann gibt nicht die erbetene nüchterne Auskunft, sondern antwortet lächelnd in persönlicher Form, aber gleichzeitig herabwürdigend mit einem „du“.
Sein Rat „Gibs auf“ kann doppelt verstanden werden. Es kann sinnlos für den Frager sein, vom Schutzmann Hilfe zu erwarten. Es kann aber auch bedeuten, dass das ganze Vorhaben des Fragenden zum Scheitern verurteilt ist. Am Schluss wendet sich der Schutzmann, der wie speziell für den Reisenden auf dem Weg postiert erscheint, mit großer Geste ab. Wenn der Reisende dabei an ein verborgenes Lachen denkt, spricht daraus dessen Verunsicherung. Er empfindet es als abweisendes Hohnlachen, als sei seine Frage die eines hoffnungslos unverständigen Kindes.
Der Schutzmann ist eine typische skurrile Figur von Kafka, eigentlich in der Lage zu helfen, aber doch unwillig zur Hilfeleistung, vergleichbar dem Türhüter aus Vor dem Gesetz. Auch dieser ist nur für den Mann vom Lande vor der Gesetzestür postiert. Er hilft ihm nicht ins Gesetz zu gelangen und kündigt auch am Schluss sein Gehen an. In beiden Parabeln wird nicht auf das Anliegen des Fragenden eingegangen, es zeigt sich eher ein versteckter Spott. Der Frager wird auf sich selbst zurückgeworfen. Er soll sich selbst helfen oder es aufgeben.

## Form
Die parabelartige Erzählung gehört zu den typischen schmucklosen, aber doppelbödigen Texten Kafkas. Die Textgestaltung entwickelt sich entsprechend dem Inhalt wie folgt: Zu Beginn einfacher Satzbau entsprechend dem alltäglichen Geschehen; Irritation des Erzählers, ausgedrückt durch syntaktisch kompliziertere Erzählweise; kopflose kurzatmige Hektik durch stakkatoartige Reihungen.
Die Reaktionen des Schutzmanns sind die starken, eindrucksvollen Momente der Erzählung. Das Lächeln stellt eine für Kafka typische Fügung einer Scheinsicherheit vor der endgültigen Desillusionierung dar. Das doppelte „Gibs auf“ ist eine apodiktische Abweisung. Im letzten Satz des Textes wird dann zum ersten Mal in diesen sonst eher nüchtern-blassen Geschehnissen eine Geste der Grandezza beschrieben. Der Schutzmann scheint in ganz anderen Geistesregionen zu Hause als der Wegsucher und der Leser.

## Deutungsansätze

### Biografische Deutung
Bereits in einer Tagebuchaufzeichnung vom 13. Februar 1914 hat Kafka einen Traum mit ähnlichen, aber wesentlich optimistischeren Elementen beschrieben. Handlungsort ist Berlin, wohl im Zusammenhang mit einem Besuch bei Felice Bauer. In der Parabel von 1922 könnte nun die Abgrenzung zur damaligen Verlobten ausgedrückt sein durch die beabsichtigte Abreise mit der Bahn. Auch in dem Fragment Hochzeitsvorbereitungen auf dem Lande gibt es einen Passus, der auf die Konstellation der vorliegenden Parabel hinweist mit einem Frager nach der Zeit auf dem Weg zum Bahnhof und einem Antwortenden, der lachend wegstrebt.
Gibs auf könnte sich auch auf einen Briefentwurf vom Dezember 1922 an Franz Werfel beziehen. Kafka bringt darin seine totale Unfähigkeit zum Ausdruck, über Werfels Drama Schweiger irgendetwas Definitives auszusagen.
Kafka hat sich in dieser Zeit bis zur erheblichen Verschlechterung seines Gesundheitszustandes im Jahr 1923 recht konkret mit der Vorstellung befasst, nach Palästina auszuwandern. Der Appell „Gibs auf“ könnte auch die Ahnung enthalten, dass dieses Land für ihn unerreichbar ist.
Heinz Politzer sagt über diese Art der Parabeln, sie seien Rorschachtests der Literatur und ihre Deutung sage mehr über den Charakter ihrer Deuter aus als über das Wesen ihres Schöpfers.

### Existenzialistische Deutung
Jedoch lässt der Text auch eine Interpretation mit existenzialistischen Ansätzen zu. Die später um Rat fragende Person wird sich beim Vergleich der eigenen mit der Turmuhr der Tatsache bewusst, dass schon sehr viel Zeit verstrichen ist, dass sie der wahren, also objektiven Zeit (Turmuhr) hinterher hinkt, wird sich zunehmend bewusst, dass Zeit und somit auch das Leben und alles damit verbundene Positive und Negative vergänglich sind. Deshalb verliert sie die Orientierung auf dem zuvor scheinbar klar und gerade verlaufenden Weg (d. h. dem Leben) und sucht Abhilfe bei einem Wachmann. Es ist naheliegend, diesen mit verschiedenen Sinngebungsinstanzen, etwa der Religion, der Philosophie oder auch der Esoterik, zu identifizieren. Jedoch wird der Ratsuchende vom Wachmann enttäuscht. („Von mir willst Du den Weg erfahren?“ – „Gibs auf, gibs auf“) Der Fragende erhofft sich vom Wachmann wegweisende Antworten, eine genaue Beschreibung, wie sein Ziel, der Bahnhof, zu erreichen ist. Jedoch übersieht er, dass der Wachmann im selben System, der Stadt, wie er selbst gefangen ist und somit auf die gestellte Frage gar nicht angemessen antworten kann. Um dem Fragenden adäquat antworten zu können, müsste der Wachmann die Stadt, zumindest aber den Weg zum Bahnhof kennen bzw. im Besitz eines Stadtplanes sein. Dies ist jedoch bei der vorgeschlagenen existenz- bzw. lebensphilosophischen Interpretation unmöglich, da die Stadt mit dem Leben und die Frage nach dem Weg zum Bahnhof mit quasi-metaphysischen Fragen identifiziert werden muss.

## Rezeption
- Schlingmann (S. 145): „Ein Blick vom offenen Ende der Parabel zurück auf die Ausgangssituation macht deutlich, dass auch sie schon belastet war mit Unsicherheit... Innere und äußere – persönliche und öffentliche – Zeit klaffen erschreckend auseinander. Auch wenn der Reisende allein noch zum Bahnhof findet, sein Zug wird schon abgefahren sein. Ihm ist nur zu raten – um im Bild der Parabel zu bleiben – seine Reisepläne noch einmal zu überdenken.“
- Sudau (S. 116): „Der geheimnisvolle Ausdruck des letzten Erzählsatzes beruht auf der Epiphanie eines Metaphysischen in der Trivialität des Alltags. Die Reaktionen und vor allem die letzte Erschütterung und Ehrfurcht gebietende Geste des Schutzmannes verwandeln diesen unvermittelt von einem einfachen Dienstleister in eine überwirkliche Erscheinung.“
- Der Soziologe Ulrich Bröckling stellt die Parabel in einen Gegensatz zur berühmten Anrufungsparabel (in Ideologie und ideologische Staatsapparate) von Louis Althusser. Wo Althussers Individuum immer schon von gesellschaftlichen Anrufungen subjektiviert sei, weise Kafka auf die aktive Suche des Ichs nach einer Identität hin, die aber von höherer Instanz verweigert würde.[11]

## Ausgaben
- Franz Kafka: Sämtliche Erzählungen. Herausgegeben von Paul Raabe, Fischer-Taschenbuch-Verlag, Frankfurt am Main/Hamburg 1970, ISBN 3-596-21078-X.
- Franz Kafka: Nachgelassene Schriften und Fragmente 2. Herausgegeben von Jost Schillemeit. Fischer, Frankfurt am Main 1992, ISBN 3-10-038147-5, S. 530.

## Sekundärliteratur
- Peter-André Alt: Franz Kafka: Der ewige Sohn. Eine Biographie. C.H. Beck, München 2005, ISBN 3-406-53441-4.
- Manfred Engel: Kleine nachgelassene Schriften und Fragmente 3. In: Manfred Engel, Bernd Auerochs (Hrsg.): Kafka-Handbuch. Leben – Werk – Wirkung. Metzler, Stuttgart/Weimar 2010, ISBN 978-3-476-02167-0, S. 343–370, bes. 361–363.
- Carsten Schlingmann: Literaturwissen Franz Kafka. Reclam, Stuttgart 1995, ISBN 3-15-015204-6.
- Ralf Sudau: Franz Kafka: Kurze Prosa: Erzählungen. Klett Verlag, Stuttgart 2007, ISBN 978-3-12-922637-7.